# Edy Lima
Edy Maria Dutra da Costa Lima, mais conhecida como Edy Lima (Bagé, 7 de julho de 1924 – São Paulo, 1 de  maio de 2021), foi uma escritora brasileira, autora do clássico brasileiro para crianças A vaca voadora, o primeiro de uma série de sete livros. Tem cerca de cinquenta livros publicados, entre os quais vários inspirados no folclore brasileiro. Também foi produtora de discos infantis, autora de novelas para televisão e editora.

## Biografia
Nasceu em Bagé, Rio Grande do Sul, em 1924, onde passou a infância e a adolescência. Era jornalista aposentada e foi também editora de fascículos e produtora de discos para crianças (Clássicos Disney). É autora de peças de teatro e fez parte do seminário do Teatro de Arena de São Paulo, que montou a peça A farsa da esposa perfeita em 1959, com direção de Augusto Boal, também, adaptou o livro de Carolina Maria de Jesus, Quarto de Despejo, para o teatro em 1961 com direção de Amir Haddad. Na televisão, destaca-se a novela Como Salvar Meu Casamento, na extinta TV Tupi.
Toda a sua obra é posicionada em relação à situação da mulher em nossa sociedade, o que foi ressaltado na tese de doutorado O feminino na literatura infantil e juvenil brasileira: poder, desejo, memória (UFRJ, 1995) da Profa. Dra. Rosa Maria Cuba Riche. Dessa tese, podemos destacar algumas frases sobre as personagens de Edy Lima, tais como: "Essas mulheres (as personagens) são inteligentes, sábias, conscientes do seu potencial." "A coragem é outro atributo da personagem feminina edyliana, e é essa mesma coragem que marca a vida de Edy, desde sua entrada, em 1945, num mercado de trabalho masculino (na época) como o jornalismo. Muitas vezes, a autora, em sua obra, recorre a símbolos ligados ao universo feminino como a 'vaca', o 'ovo', a 'mãe', a 'onça' e a 'casa'. Através do resgate desses símbolos ancestrais, adormecidos no inconsciente do homem pós-moderno, Edy faz uma crítica aos meios de comunicação de massa que oferecem ao espectador uma visão simulada da realidade. Edy Lima faz parte do grupo de autores que coloca em sua obra a esperança de um mundo mais justo, onde papeis sociais se equilibrem, dialoguem na grande utopia dessa passagem de século."
Na crítica literária, seu estilo foi muito bem definido por Luiz Carlos Lisboa, em 1973: "A fórmula secreta, a capacidade de arrebatar dessa escritora resulta da familiaridade com que ela trata o absurdo, da sabedoria simples que emana de suas criaturas e da variedade das situações montadas com destreza de malabarista".
Teve alguns dos seus livros traduzidos para o espanhol, italiano e catalão.
Entre seus amigos, destaca-se a amizade entre Mário Quintana e Monteiro Lobato. 
Em 2020 é publicado pela Editora Ática sua aclamada adaptação de Quarto de Despejo de Carolina Maria de Jesus para o teatro, que foi montada em 1961 com direção de Amir Haddad e atuando como Carolina, Ruth de Souza.  
Edy Lima morava desde jovem em São Paulo, onde faleceu em 1 de maio de 2021.

## Livros publicados
1945 - A moedinha amassada

1948 – O macaco e o confeito

1952 – O menor anão do mundo

1952 – Uma aventura pela história do Brasil

1958 – Minuano

1972 – A vaca voadora

1973 – A vaca na selva

1973 – A vaca deslumbrada

1975 – A vaca proibida

1975 – A vaca submarina

1976 – A farsa da esposa perfeita

1976 – A vaca invisível

1977 – A vaca misteriosa

1979 – O poder do superbicho

1980 – Magitrônica

1985 – Brincando com fogo

1985 – Cobertos de terra

1985 – Flutuando no ar

1985 – Melhor que a encomenda

1985 – Mergulho na água

1986 – Como pagar a dívida sem fim

1986 - Lourenço Benites, Pisces in Aquario

1987 – A gente que ia buscar o dia

1987 – Mãe que faz e acontece

1988 – Mãe assim quero pra mim

1990/2021 – O outro lado da galáxia

1992 – Pai sabe tudo e muito mais

1992 – Papai maravilha

1993 – Linha reta e linha curva (vários autores)

1995 – A gente e as outras gentes

1995 – Bicho de todo jeito e feitio

1995 – Presente de amigo e inimigo

1996 – A escola nossa de cada dia

1996 – Pátria adorada entre outras mil

1997 – Índio cantado em prosa e verso

2000/2021 – Ao sol do novo mundo

2000 – Domínio da incerteza

2005 – A quadratura do círculo

2005 – Primeiro amor

2006 – Histórias de futebol (vários autores)

2006 – O caneco dourado

2009 – A sopa de pedra

2009 – Os patinhos lindos e os ovos de ouro

2009 – Bobos e espertos

2011 – A casa assombrada

2011 – Opiniões irreverentes

2020 – Quarto de Despejo: adaptação para teatro do livro de Carolina de Jesus

2021 - O cachorro que sabia falar

2021 - Maria vai e volta

2021 - Jegue não é burro (co-autora Marta Lagarta)

## Adaptações de clássicos da literatura
1979 – A volta ao mundo em oitenta dias

2003 – Alice no país das maravilhas

2004 – As aventuras de Tom Sawyer

2004 – Os miseráveis

2005 – O guarani

2006 – Alice no país do espelho

2006 – Daniel na cova dos leões

2007 – Ali Babá e os quarenta ladrões

2008 – Oliver Twist

2010 – Ilíada

2010 – Odisseia

2011 – Memórias de um sargento de milícias

2011 – Sonho de uma noite de verão

## Telenovelas
1979-1980-Como Salvar Meu Casamento coautora Rede Tupi
1980 - O Todo Poderoso  coautora Rede Bandeirantes